# Tupay
Tupay är en boliviansk duo som spelar folkmusik. Gruppen bildades 1996 i Cochabamba, Bolivia av Edwin Castellanos och Fernando Torrico. Några av duons mest kända låtar är Ay amor, Ay no se que tienes, América Latina, Mal acostumbrado, Saya med flera.